# Озимовский сельсовет
Озимовский сельсовет — муниципальное образование со статусом сельского поселения и административно-территориальное образование в Поспелихинском районе Алтайского края России. Административный центр — станция Озимая.

## Демография
По результатам Всероссийской переписи населения 2010 года, численность населения муниципального образования составила 770 человек, в том числе 363 мужчины и 407 женщин. Оценка Росстата на 1 января 2012 года — 760 человек.

## Населённые пункты
В состав сельского поселения входит один населённый пункт — станция Озимая.